# Локалита дела Кјеза (Равена)
Локалита дела Кјеза је насеље у Италији у округу Равена, региону Емилија-Ромања.
Према процени из 2011. у насељу је живело 11 становника. Насеље се налази на надморској висини од 1 м.